# Вулиця Олега Міхнюка
Вулиця Олега Міхнюка — вулиця в Деснянському районі міста Чернігова. Пролягає від вулиці Берегової до проспекту Перемоги — площі П'ять кутів.
Прилучаються вулиці Шевченка, Лермонтова, провулок Лермонтова, Гетьмана Полуботка, Михайлофедорівська, провулок 1 Травня.

## Історія
Вулиця Німецька слобода — одна з найдавніших вулиць міста, значна частина якої пролягала по Передгороддю. Назва пов'язана з тим, що після Полтавської битви (1709) тут були поселені полонені шведи, яких називали німцями. Потім перейменована на Вознесенську вулицю — в честь Вознесенської церкви, розташованої на вулиці навпроти семінарії (кут сучасних вулиць Олега Михнюка і Гетьмана Полуботка) в період 1713—1875 років. Спочатку вулиця пролягала до площі П'яти кутів (сучасного проспекту Перемоги), потім — до злиття (примикання) з вулицею Петербурзькою (сучасна Олександра Молодчого). У 1919 році перейменована на вулицю 1 Травня
Наприкінці 1980-х років ділянку вулиці 1 Мая між вулицею Шевченка і проспектом Перемоги (площа П'ять кутів) виділено в окрему вулицю Воїнів-Інтернаціоналістів — на честь загиблих в Афганістані протягом 1979—1989 років воїнів-інтернаціоналістів чернігівців  — зі збереженням нумерації будинків.
Вулиця підлягала перейменуванню, згідно з законом про декомунізацію, і, як пояснює представник Інституту національної пам'яті в Чернігівській області Сергій Будко, термін «воїн-інтернаціоналіст» є радянським пропагандистським штампом. З ініціативи Українського товариства ветеранів Афганістану, 19 лютого 2016 року вулиця отримала сучасну назву — на честь учасника Афганської війни та Війни на сході України, Героя України, уродженця Чернігівщини Олега Івановича Міхнюка, згідно з Розпорядженням міського голови В. А. Атрошенко Чернігівського міської ради № 54-р «Про перейменування вулиць міста».

## Забудова
Більша частина вулиці (до примикання вулиці Гетьмана Полуботка) прокладена вздовж річки Стрижень, на її лівому березі.
Початок вулиці — алея лісопарку Кордівка (довжиною 400 м), без проїзду для автомобільного транспорту. Потім до примикання вулиці Лермонтова непарна сторона вулиці зайнята багатоповерховою житловою забудовою (9-поверхові будівлі гуртожитків, 5-поверхові будинки), парна — не забудована. Далі непарна сторона вулиці зайнята садибною забудовою (є один 10-поверховий будинок), парна — не забудована (до примикання вулиці Гетьмана Полуботка), територія військового госпіталю (до примикання провулка 1 Травня), садибна забудова.
Установи:
1. будинок № 2/40 — Військовий госпіталь
2. будинок № 13/22 — відділення зв'язку № 13

Пам'ятники архітектури і історії:
1. будинок № 2/40 — Церква Михайла і Федора (1801—1806) — архітектури місцевого значення
2. будинок № 2/40 — комплекс будівель госпіталю (1952) — архітектури місцевого значення і Будинок Чернігівської духовної семінарії (19 століття) — історії місцевого значення

Є ряд значущих і рядових історичних будівель, що не є пам'ятками архітектури або історії : садибні будинки № 6, 8, 10, 17/2, 29, 31/42, 33, 37, 43, 47, 47А, 53.
Меморіальні дошки:
1. будинок № 2/40 — українському радянському письменнику і поету Василю Михайловичу Еллан-Блакитному — на будинку семінарії (нині військовий госпіталь), де навчався
2. будинок № 2/40 — українському радянському композитору і хоровому диригенту Григорію Гурійовичу Верьовці — на будинку семінарії (нині військовий госпіталь), де навчався
3. будинок № 2/40 — українському радянському поету, державному діячеві Павлу Григоровичу Тичині — на будинку семінарії (нині військовий госпіталь), де навчався
4. будинок № 2/40 — російському революціонеру, радянському партійному і державному діячеві Миколі Іллічу Подвойському — демонтована — на будинку семінарії (нині військовий госпіталь), де навчався
5. будинок № 13/22 — в пам'ять загиблих воїнів-чернігівців в Афганістані 1979—1989 роки — коментар старого іменування вулиці
6. будинок № 13/22 — Герою України, захисникові незалежності України Олегу Івановичу Міхнюку — коментар нового іменування вулиці